# Культиген
Культиге́н (від лат. cultus — «культивований» та gens — «покоління»)  або культивована рослина — це рослина, яка була навмисно змінена або відібрана людьми за допомогою генетичної модифікації, прищепних химер, селекції рослин або відбору диких чи культурних рослин. Ці рослини мають комерційну цінність у садівництві, сільському господарстві та лісівництві. Рослини, що відповідають цьому визначенню, залишаються культигенами, незалежно від того, чи натуралізовані вони, чи навмисно висаджені в дикій природі, чи вирощені в культурних умовах.
Близьким, але не тотожним до культигену є термін культон. Культон (англ. culton) — альтернативний термін, що було запропоновано в таксономії культивованих рослин для заміни слова таксон, коли йдеться про культигени.

## Найменування
Традиційний метод наукового найменування здійснюється згідно з Міжнародним кодексом номенклатури для водоростей, грибів та рослин, і багато найважливіших культигенів, таких як кукурудза (Zea mays) та банан (Musa acuminata), мають свої назви. Елементи у списку можуть бути будь-якого рангу. Наразі, частіше культигенам дають назви відповідно до принципів, правил та рекомендацій Міжнародного кодексу номенклатури культурних рослин (ICNCP), які передбачають назви культигенів у трьох категоріях: сорт, група (раніше група сортів) та грекс. ICNCP не визнає використання торгових позначень та інших маркетингових засобів як науково прийнятних назв. Кодекс надає поради щодо того, як слід представляти назви.
Не всім культигенам надано назви відповідно до ICNCP. Окрім давніх культигенів, можуть траплятися антропогенні рослини, такі як ті, що є результатом селекції, відбору та тканинного щеплення, які вважаються такими, що не мають комерційної цінності, і тому їм не було надано назв згідно з ICNCP.

## Приклади
Вважається, що фіолетовий ямс є культигеном, відомим лише з його культивованих форм. Переважна більшість сортів стерильні, що обмежує їх проникнення на острови виключно за допомогою людини, що робить їх хорошим показником руху людини. Деякі автори запропонували, без доказів, походження з материкової частини Південно-Східної Азії, але найбільшу фенотипову мінливість дослідили на Філіппінах та Новій Гвінеї.
Як приклад культигенів можна навести наступні:
- Квасоля звичайна (Phaseolus vulgaris)
- Кукурудза (Zea mays)
- Банан (Musa acuminata)
- Суниці садові (Fragaria ananassa)